# Agnieszka Kosmatka
Agnieszka Kosmatka (née Orłowska le 17 août 1978 à Toruń) est une ancienne joueuse de volley-ball polonaise. Elle mesure 1,88 m et jouait au poste d'attaquante. Elle a totalisé 93 sélections en équipe de Pologne.

## Clubs
| Club          | De        | À         |
| ------------- | --------- | --------- |
| Azoty Chorzów |           | 1997-1998 |
| PTPS Piła     | 1998-1999 | 2011-2012 |

## Palmarès
- Championnat de Pologne
  - Vainqueur : 1999, 2000, 2001, 2002.
  - Finaliste : 2006, 2007, 2008.
- Coupe de Pologne
  - Vainqueur : 2000, 2002, 2003, 2008.
- Supercoupe de Pologne
  - Vainqueur : 2008.